# Lycosa lativulva
Lycosa lativulva là một loài nhện trong họ Lycosidae.
Loài này thuộc chi Lycosa. Lycosa lativulva được Frederick Octavius Pickard-Cambridge miêu tả năm 1902.